# Cota triumfetti
La camomilla di Trionfetti (nome scientifico  Cota triumfetti  (All.) J.Gay, 1855) è una specie di pianta angiosperma dicotiledone della famiglia delle Asteraceae (sottofamiglia Asteroideae, tribù Anthemideae (Eurasian grade) e sottotribù Anthemidinae).

## Etimologia
Il nome del genere (Cota) deriva probabilmente da un nome generico pre-linneiano usato come epiteto per la specie Anthemis cota ("cota" = tazza). L'epiteto specifico (triumfetti) è stato dato in onore del botanico romano G.B.Trionfetti (1658 - 1708).
Il nome scientifico della specie è stato definito dai botanici Carlo Allioni (1728-1804) e Jacques Étienne Gay (1786-1864) nella pubblicazione " Florae Siculae Synopsis, [exhibens plantas vasculares in Sicilia insulisque adjacentibus huc usque detectas secundum systema Linneanum dipositas]. Neapoli" ( Fl. Sicul. Syn. 2: 867) del 1855.

## Descrizione

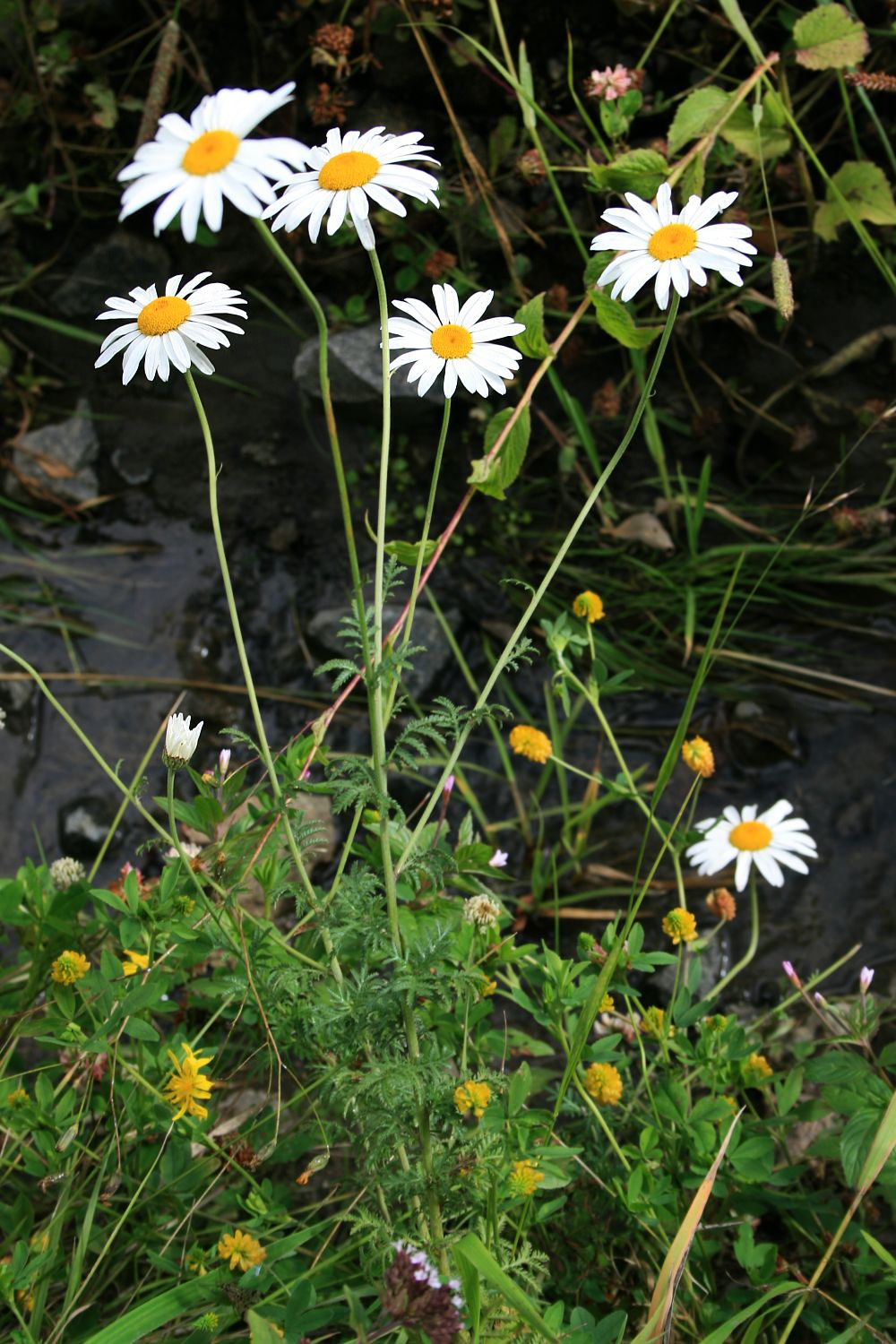
Il portamento

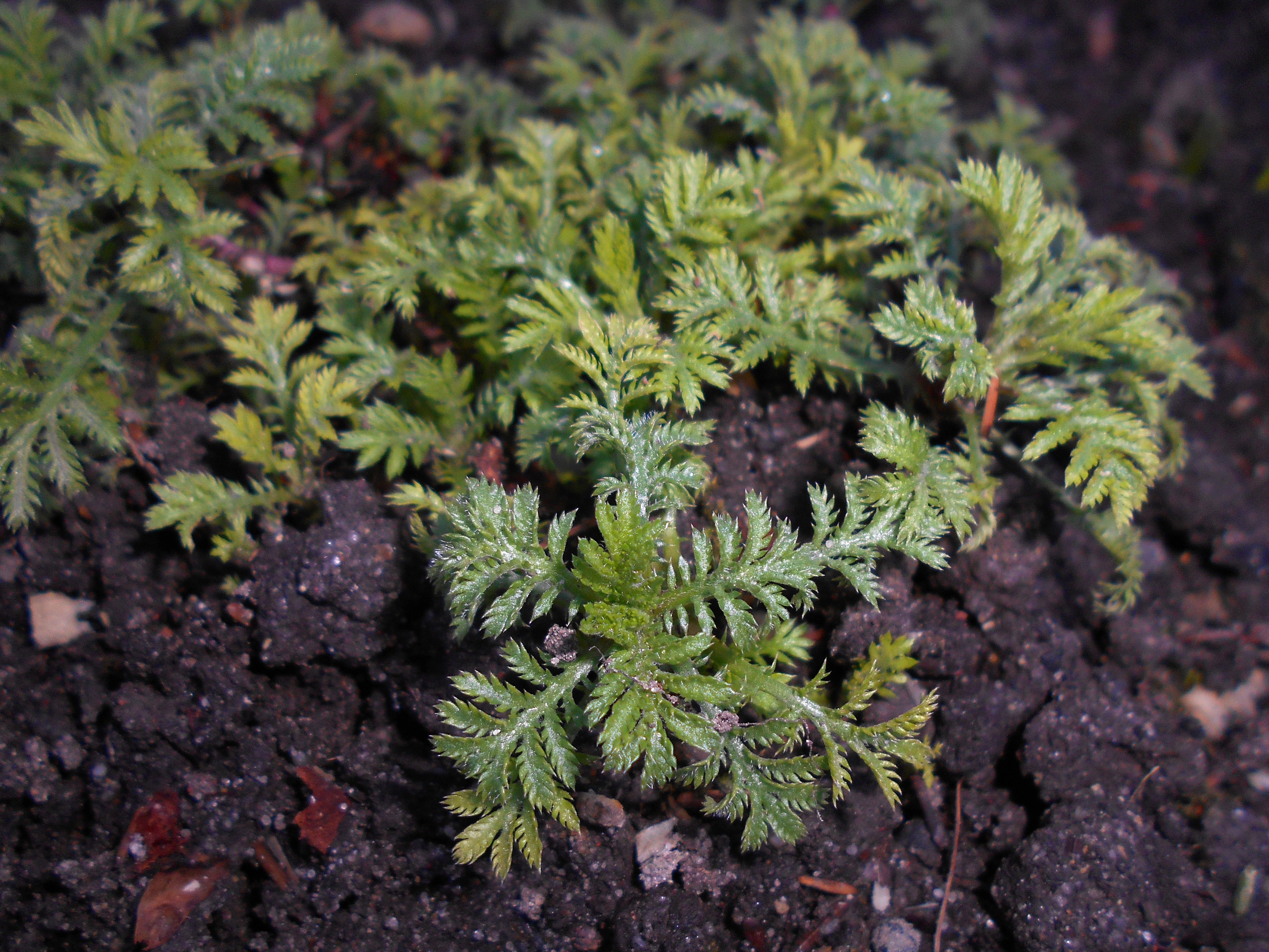
Le foglie

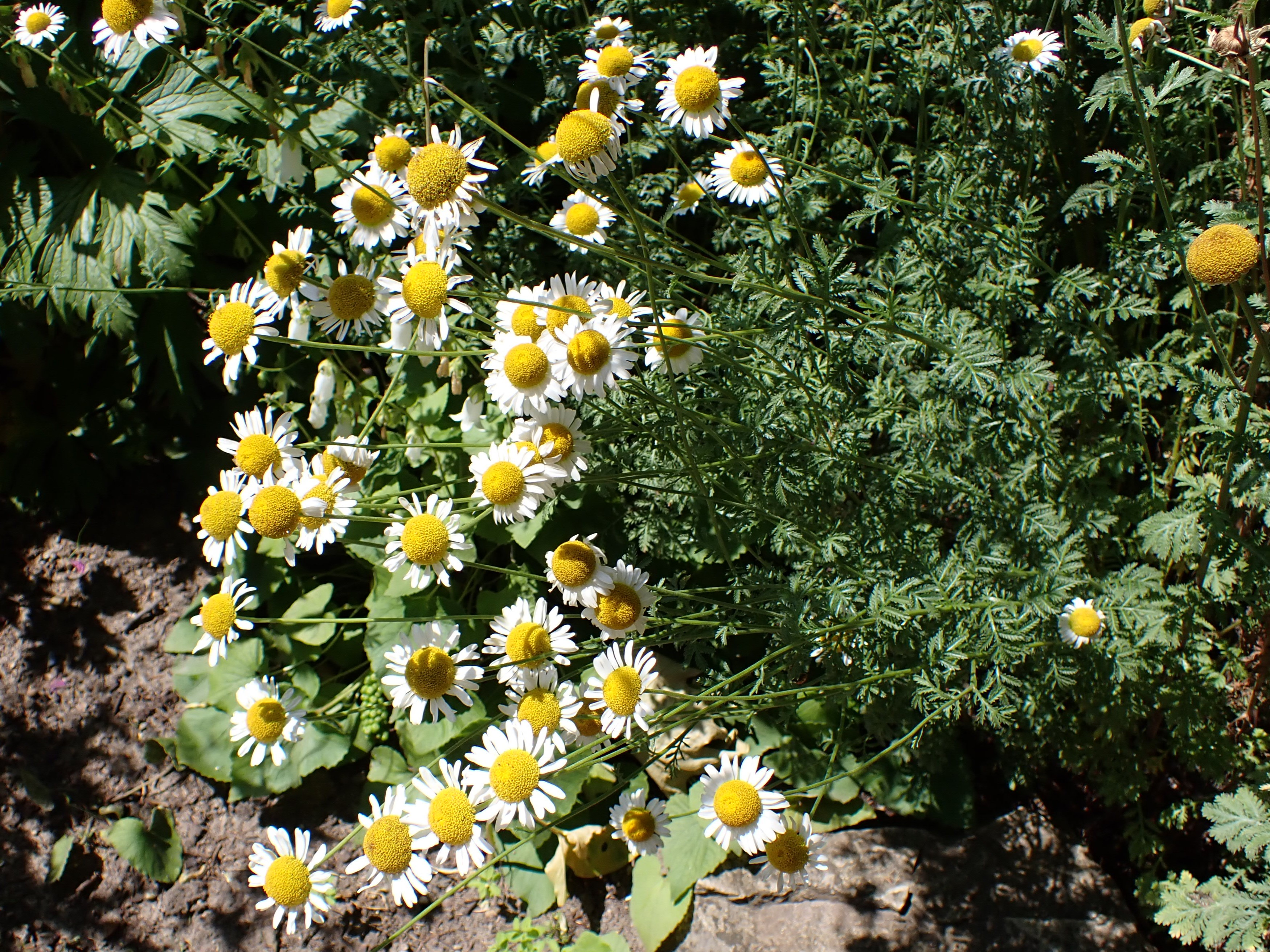
Infiorescenza

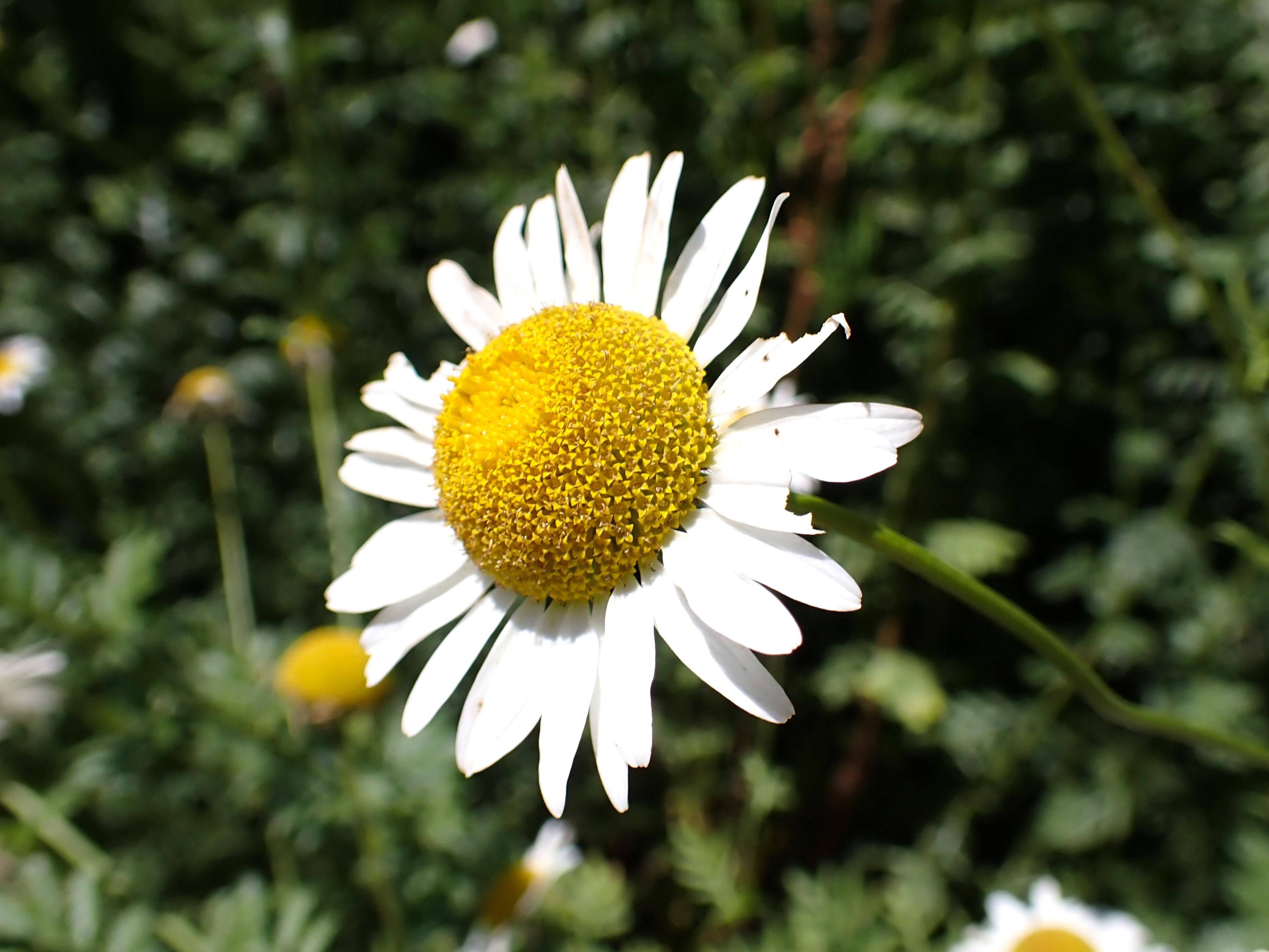
I fiori

Portamento. La specie di questa voce ha un habitus erbaceo perenne (raramente annuo). La forma biologica è emicriptofita scaposa (H scap), ossia in generale sono piante erbacee, a ciclo biologico perenne, con gemme svernanti al livello del suolo e protette dalla lettiera o dalla neve e sono dotate di un asse fiorale eretto e spesso privo di foglie. L'indumento è formato da peli basifissi (raramente basifissi). Sono specie rizomatose e/o stolonifere; non particolarmente aromatiche.
Fusto. La parte aerea in genere è eretta, semplice o ramosa. Quella sotterranea è rizomatosa e parzialmente legnosa. Altezza massima: 3 - 5 dm.
Foglie. Le foglie, aromatiche, lungo il fusto sono disposte in modo alterno, picciolate o sessili. La lamina con forme ovali è di tipo 2-pennatosetta. I segmenti sono patenti ad angolo retto con apici mucronati. La lamina è glabra con margini ialini. Dimensione delle foglie: 2 - 3 x 5 - 7 cm. Lunghezza dei segmenti: 1,5 - 2,5 cm.
Infiorescenza. Le sinflorescenze comprendono sia capolini solitari che raggruppati in corimbi più o meno densi. Le infiorescenze vere e proprie sono composte da un capolino terminale di tipo sia radiato. La struttura dei capolini è quella tipica delle Asteraceae: un peduncolo, generalmente non ingrossato, sorregge un involucro, con forme emisferiche, obconiche o ubonate, composto da diverse brattee, al cui interno un ricettacolo fa da base ai fiori di due tipi: fiori del raggio (possono mancare) e fiori del disco. Le brattee, con lanosità giallastra, intere e ottuse, sono disposte in modo più o meno embricato su più serie (da 3 a 5). Il ricettacolo, emisferico, è provvisto di pagliette, con forme lanceolate e mucronate, avvolgenti la base dei fiori. Diametro dei capolini: 2 - 3 cm. 
Fiori.  I fiori sono tetra-ciclici (formati cioè da 4 verticilli: calice – corolla – androceo – gineceo) e pentameri (calice e corolla formati da 5 elementi). Si distinguono in:
- fiori del raggio (esterni): sono femminili, fertili e disposti su una sola serie; la forma è ligulata (zigomorfa); a volte possono mancare o essere sterili o neutri;
- fiori del disco (centrali): sono più numerosi con forme brevemente tubulose (attinomorfe); sono ermafroditi fertili.

- Formula fiorale:

*/x K {\displaystyle \infty }, [C (5), A (5)], G 2 (infero), achenio
- Calice: i sepali del calice sono ridotti ad una coroncina di squame.

- Corolla:

- fiori del raggio: la forma della corolla alla base è più o meno tubulosa-imbutiforme (a volte pelosa), mentre all'apice è ligulata; la ligula, con forme da lanceolate a spatolate, può terminare con alcuni denti; il colore è bianco; dimensione delle ligule: 1,5 - 2 x 6 - 8 mm;
- fiori del disco: la forma è tubulare bruscamente divaricata in 5 lobi; i lobi, patenti o eretti, hanno una forma deltata o più o meno lanceolata; il colore è giallo.

- Androceo: l'androceo è formato da 5 stami (alternati ai lobi della corolla) sorretti da filamenti generalmente liberi; gli stami sono connati e formano un manicotto circondante lo stilo. Le antere possono essere sia di tipo basifisso che mediofisso. Il tessuto dell'endotecio non è polarizzato. Il polline è sferico con un diametro medio di circa 25 micron;  è tricolporato (con tre aperture sia di tipo a fessura che tipo isodiametrica o poro) ed è echinato (con punte sporgenti).

- Gineceo: l'ovario è infero uniloculare formato da 2 carpelli. Lo stilo (il recettore del polline) è profondamente bifido (con due stigmi divergenti) e con le linee stigmatiche marginali separate o contigue. I due bracci dello stilo hanno una forma troncata e possono essere papillosi o ricoperti da ciuffi di peli.

- Antesi: da maggio a agosto.

Frutti.  I frutti sono degli acheni con pappo (a volte il pappo può mancare). La forma degli acheni è più o meno ob-conica, dorsoventralmente piatta, a sezione rombica con due coste laterali oppure (raramente) una stretta ala e 3 - 10 addizionali coste su ogni faccia. Il pappo è sormontato da un piccolo anello membranoso. Il pericarpo, piuttosto spesso, può contenere delle cellule mucillaginifere, mentre le sacche di resina sono generalmente assenti. 

## Biologia
Impollinazione: tramite insetti (impollinazione entomogama tramite farfalle diurne e notturne).

Riproduzione: la fecondazione avviene fondamentalmente tramite l'impollinazione dei fiori.

Dispersione: i semi cadono a terra e vengono dispersi soprattutto da insetti come formiche (disseminazione mirmecoria). Un altro tipo di dispersione è zoocoria: gli uncini delle brattee dell'involucro (se presenti) si agganciano ai peli degli animali di passaggio che portano così i semi anche su lunghe distanze. Inoltre per merito del pappo (se presente) il vento può trasportare i semi anche per alcuni chilometri (disseminazione anemocora).

## Distribuzione e habitat

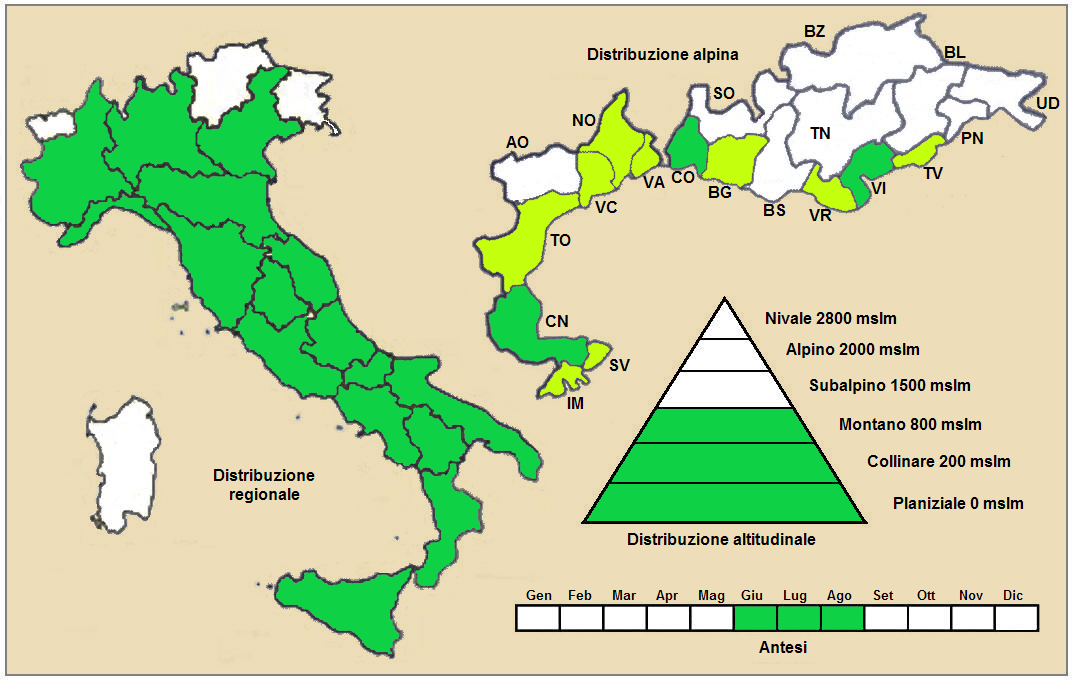
Distribuzione della pianta (Distribuzione regionale – Distribuzione alpina)

Geoelemento: il tipo corologico (area di origine) è  Sud Europeo.
Distribuzione: in Italia questa specie si trova comunemente ovunque (Alpi comprese). Fuori dall'Italia, sempre nelle Alpi, questa specie si trova in Francia e Svizzera. Sugli altri rilievi collegati alle Alpi è presente nel Massiccio Centrale, Pirenei, Monti Balcani e Carpazi. L'areale completo di questa specie si estende dal Portogallo all'Iran attraverso l'Europa mediterranea.
Habitat: l'habitat tipico per queste piante sono i pendii aridi. Il substrato preferito è siliceo con pH neutro, medi valori nutrizionali del terreno che deve essere arido. 
Distribuzione altitudinale: sui rilievi alpini, in Italia, queste piante si possono trovare fino a 1200 m s.l.m.; nelle Alpi frequentano quindi i seguenti piani vegetazionali: collinare e montano (oltre a quello planiziale). 

## Fitosociologia
Dal punto di vista fitosociologico alpino la specie di questa voce appartiene alla seguente comunità vegetale:
Formazione: comunità delle macro- e megaforbie terrestri
Classe: Trifolio-Geranietea sanguinei
Ordine: Origanetalia vulgaris
Alleanza: Geranion sanguinei

## Sistematica
La famiglia di appartenenza di questa voce (Asteraceae o Compositae, nomen conservandum) probabilmente originaria del Sud America, è la più numerosa del mondo vegetale, comprende oltre 23.000 specie distribuite su 1.535 generi, oppure 22.750 specie e 1.530 generi secondo altre fonti (una delle checklist più aggiornata elenca fino a 1.679 generi). La famiglia attualmente (2021) è divisa in 16 sottofamiglie; la sottofamiglia Asteroideae è una di queste e rappresenta l'evoluzione più recente di tutta la famiglia.

### Filogenesi
Il gruppo di questa voce è descritto nella tribù Anthemideae, una delle 21 tribù della sottofamiglia Asteroideae). In base alle ultime ricerche nella tribù sono stati individuati (provvisoriamente) 4 principali lignaggi (o cladi): "Southern hemisphere grade", "Asian-southern African grade", "Eurasian grade" e "Mediterranean clade". Il genere  Cota  (insieme alla sottotribù Anthemidinae) è incluso nel clade Eurasian grade. Nella struttura interna della sottotribù si individuano due cladi. Il genere di questa voce fa parte del clade comprendente i generi Anthemis, Nananthea e Tripleurospermum.
Nella "Flora d'Italia" di Sandro Pignatti le specie italiane di "Cota" sono divise in due gruppi: specie con ciclo biologico annuo e specie con ciclo biologico bienne o perenne. La specie di questa voce appartiene al gruppo perenne.
I caratteri distintivi della specie  Cota triumfetti sono:
- il portamento è erbaceo perenne poco tomentoso;
- i peduncoli rimangono snelli;
- i fiori ligulati sono bianchi.

Il numero cromosomico delle specie di questa voce è: 2n = 18.

### Variabilità
La specie di questa voce è variabile. I caratteri soggetti a variabilità sono: il ciclo biologico da perenne può ridursi, specialmente nelle zona più fredde, a annuo; la pelosità e la dimensione dei capolini sono caratteri incostanti; l'assenza dei fiori ligulati è frequente nella subsp.briquetii.
Per questa specie sono riconosciute le seguenti sottospecie:
- Cota triumfetti var. aligulata (Losa) J.Sánchez & Benedí, 2019 - Distribuzione: Spagna.
- Cota triumfetti subsp. briquetii  (Fiori) Brullo, Gangale & Uzunov, 2007 - Distribuzione: Italia
- Cota triumfetti subsp. triumfetti

### Sinonimi
Sono elencati alcuni sinonimi per questa entità:
- Anacyclus triumfetti (L.) Samp.
- Anthemis tinctoria var. triumfetti  L.
- Anthemis tinctoria subsp. triumfetti  (L.) Briq. & Cavill.
- Anthemis triumfetti  (L.) DC.
- Chamaemelum triumfettii  (L.) All.